# كلايتون كريستنسن
كلايتون إم. كريستنسن (بالإنجليزية: Clayton M. Christensen)‏ هو كاتب وقسيس واقتصادي وأستاذ جامعي ومبشر أمريكي، ولد في 6 أبريل 1952 في مدينة سولت ليك في الولايات المتحدة.

## وصلات خارجية
- الموقع الرسمي
- كلايتون كريستنسن على موقع ميوزك برينز (الإنجليزية)